# Казахское (Костанайская область)
Казахское (каз. Қазақ) — упразднённое село в Алтынсаринском районе Костанайской области Казахстана. Ликвидировано в 2005 году. Входило в состав Приозёрного сельского округа.

## Население
В 1999 году население села составляло 65 человек (32 мужчины и 33 женщины).